# Зе Роберто
Жозе Роберто да Силва Жуниор (порт. José Roberto da Silva Júnior; 6. јул 1974), познатији као Зе Роберто (порт. Zé Roberto), бивши је бразилски фудбалер који је играо на позицији левог бека или у везном реду. Тренутно ради као технични саветник у Палмеирасу сарађујући са играчима и тренерима.

## Статистика каријере

### Репрезентативна
| Бразил | Бразил   | Бразил |
| Година | Утакмице | Голови |
| ------ | -------- | ------ |
| 1995   | 4        | 0      |
| 1996   | 4        | 0      |
| 1997   | 11       | 1      |
| 1998   | 2        | 0      |
| 1999   | 15       | 3      |
| 2000   | 10       | 0      |
| 2001   | 1        | 0      |
| 2002   | 1        | 0      |
| 2003   | 8        | 0      |
| 2004   | 7        | 0      |
| 2005   | 14       | 1      |
| 2006   | 7        | 1      |
| Укупно | 84       | 6      |

### Голови за репрезентацију
| #  | Датум           | Стадион                                 | Противник         | Гол   | Резултат | Такмичење                 |
| -- | --------------- | --------------------------------------- | ----------------- | ----- | -------- | ------------------------- |
| 1. | 29. јун 1997.   | Стадион Ернандо Силес, Ла Паз, Боливија | Боливија          | 3 : 1 | 3 : 1    | Копа Америка 1997.        |
| 2. | 24. јул 1999.   | Стадион Халиско, Гвадалахара, Мексико   | Немачка           | 1 : 0 | 4 : 0    | Куп конфедерација 1999.   |
| 3. | 1. август 1999. | Стадион Халиско, Гвадалахара, Мексико   | Саудијска Арабија | 3 : 2 | 8 : 2    | Куп конфедерација 1999.   |
| 4. | 4. август 1999. | Стадион Астека, Мексико Сити, Мексико   | Мексико           | 4 : 3 | 4 : 3    | Куп конфедерација 1999.   |
| 5. | 5. јун 2005.    | Стадион Беира Рио, Порто Алегре, Бразил | Парагвај          | 3 : 0 | 4 : 1    | Квалификације за СП 2006. |
| 6. | 27. јун 2006.   | Стадион Вестфален, Дортмунд, Немачка    | Гана              | 3 : 0 | 3 : 0    | Светско првенство 2006.   |

## Успеси

### Клуб
Реал Мадрид
- Прва лига Шпаније: 1996/97.
- Суперкуп Шпаније: 1997.
- УЕФА Лига шампиона: 1997/98.

Бајерн Минхен
- Бундеслига Немачке: 2002/03, 2004/05, 2005/06, 2007/08.
- Куп Немачке: 2002/03, 2004/05, 2005/06, 2007/08.
- Лига Куп Немачке: 2004, 2007.

Сантос
- : 2007.

Ал Гарафа
- Куп Катара: 2012.

Палмеирас
- Куп Бразила: 2015.
- Серија А Бразила: 2016.

### Репрезентација
Бразил
- Копа Америка: 1997, 1999.
- Куп конфедерација: 1997, 2005.
- Куп лунарне нове године: 2005.

### Индивидуални
- Тим сезоне у Бундеслиги: 1999/00,[5] 2001/02,[6] 2007/08.[7]
- Ол-стар тим Светског првенства: 2006.[8]
- : 2012,[9] 2014.[10]
- тим године: 2015.[11]